# Molotovův koktejl

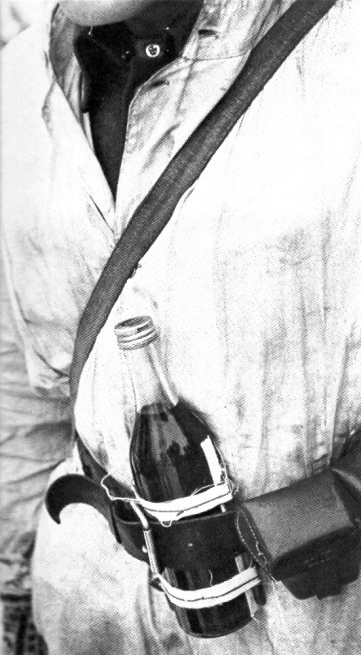
Finský voják se zápalnou lahví během zimní války

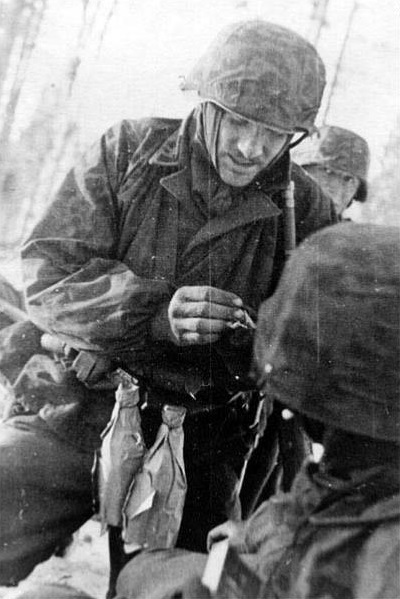
Německý voják se dvěma Molotovovými koktejly na východní frontě

Molotovův koktejl (často také jen „molotov“) či zápalná láhev je označení pro řadu malých improvizovaných zápalných zbraní pro pěchotu. Pro relativní jednoduchost své výroby (po domácku tak lze snadno vyrobit účinné zbraně) je oblíbena zejména u různých nepravidelných jednotek, partyzánů, povstalců, banditů a vůbec jakýchkoliv jednotek s nedostatečným logistickým zázemím. Většinou se používá pro boj s obrněnou technikou nepřítele nebo při útoku na domy a opevněné objekty.
Během druhé světové války se Molotovovy koktejly, dokonce továrně, vyráběly v několika zemích jako například ve Finsku, Německu, SSSR, Švédsku a Spojených státech (například: M1 Frangible Grenade).

## Název
Název „Molotovův koktejl“ vymysleli Finové během zimní války, ve finštině nazývaný Molotovin koktaili. Název byl pejorativní odkaz na sovětského ministra zahraničí Vjačeslava Molotova, který byl jedním z architektů paktu Molotov-Ribbentrop podepsaného koncem srpna 1939
Původ jména pochází z propagandy Molotova vytvořené během Zimní války, zejména z jeho prohlášení v sovětském státním rozhlase, že bombardovací mise nad Finskem byly ve skutečnosti vzdušné humanitární dodávky potravin pro jejich hladovějící sousedy. Výsledkem bylo, že Finové sarkasticky nazvali sovětské kazetové bomby „Molotovovy chlebové koše“ v odkazu na Molotovovo propagandistické vysílání. Když byla ruční lahvová zápalná bomba vyvinuta k útoku a ničení sovětských tanků, Finové ji nazývali „Molotovův koktejl“ jako „nápoj k jeho potravinovým balíčkům“.  Jméno bylo později převzato za velké vlastenecké války vojáky Sovětského svazu. Důvody byly smíšené, podle některých to byla úcta k jednomu z čelných představitelů SSSR, podle dalších negativní náhled na něj a názor, že Molotov byl zodpovědný za nepřipravenost SSSR v době německého útoku, takže po něm byla pojmenována jediná improvizovaná zbraň, která sovětské pěchotě zbyla.

## Historie
Předchůdcem (resp. primitivním typem) Molotovových koktejlů byly již ve starověku hliněné nádoby, obsahující velmi hořlavé látky (obvykle nějaké zvláštní oleje). Používaly se jednak proti obléhacím věžím a naopak proti obléhaným pevnostem a městům (které měly zapálit), jednak proti římské želvě a podobně těsným formacím, které měly narušit.
V moderní době se první masové použití Molotovových koktejlů objevilo ve španělské občanské válce, kde primitivní zápalné láhve představovaly improvizovanou zbraň proti tankům a obrněným automobilům. Stejnou úlohu hrály i v zimní válce, kde byly často jedinou dostupnou protitankovou zbraní finských jednotek.
Zde také zbraň dostala název Molotovův koktejl. Zápalné láhve byly od té doby běžně používány i nadále, přes velkou vlasteneckou válku až do dnešních dnů, neboť v nepřehledném terénu, jaký představuje hustý porost nebo městská zástavba, může být dobře udělaný Molotovův koktejl stále jednou z účinných protitankových zbraní. Je však používán jen jako levná a snadno dostupná zbraň z nouze, neboť existuje celá řada účinnějších zbraní, jejichž použití vystavuje útočníka mnohem menšímu riziku.
Při použití proti tankům se většinou zápalné lahve házejí na prostor větrání motoru, aby hořící látky zatekly do motorového prostoru.

## Právní konsekvence
Podle zákonů České republiky jakož i mnoha dalších zemí je výroba a držení Molotovových koktejlů a podobných zařízení běžnými občany klasifikována jakožto nedovolené ozbrojování. Mimo to může též naplnit skutkovou podstatu obecného ohrožení apod.

## Konstrukce

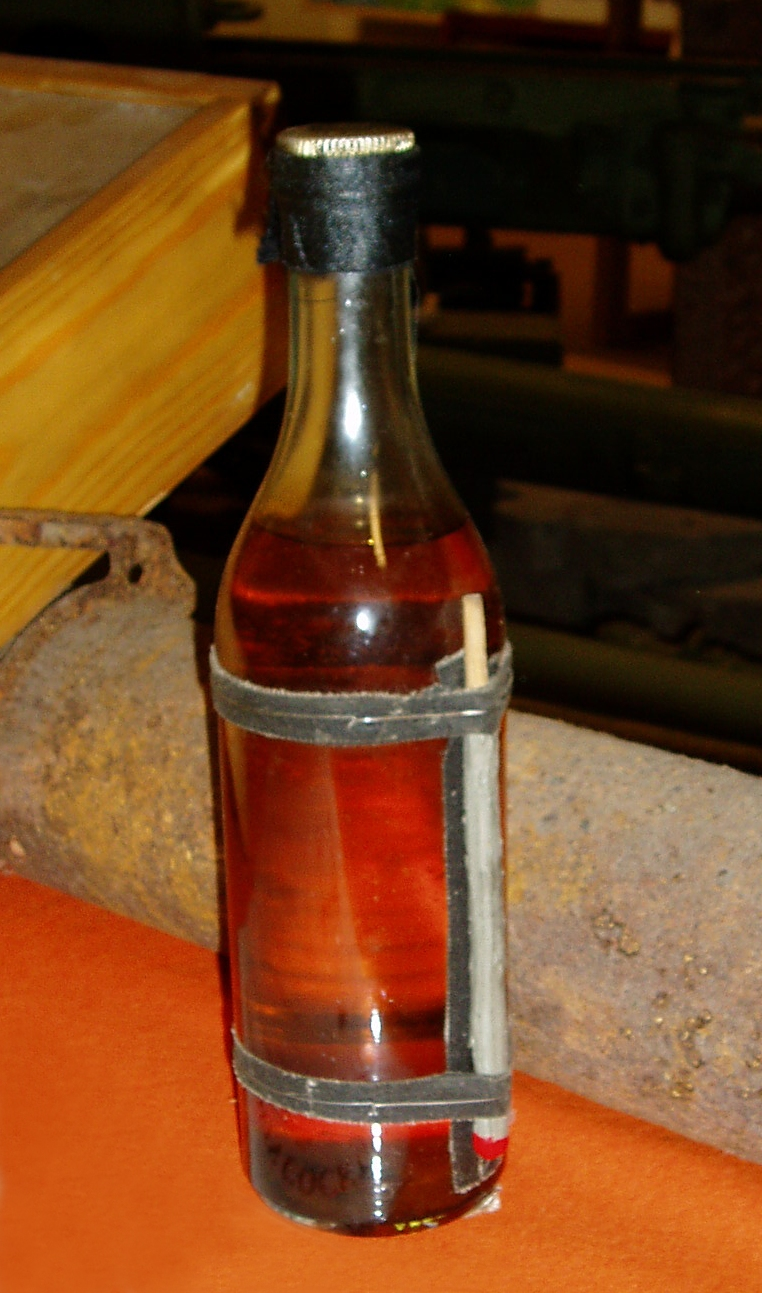
Typ Molotovova koktejlu používaný v zimní válce

Obecně lze říci, že Molotovův koktejl je křehká nádoba naplněná hořlavinou, ke které je přidán nějaký zápalný prostředek.
- Nejprimitivnějším používaným molotovem je dnes láhev s knotem plněná benzínem. Tato zápalná láhev je však vhodná jen ve specifických případech a naprosto se nehodí ani pro útok na obrněnou techniku, ani proti opevněným objektům (je vlastně použitelná jen pro vhazování do uzavřeného prostoru oknem nebo otevřeným poklopem). Při útoku proti kapotě obrněnce nebo střeše objektu je její účinek minimální, neboť se benzín rychle rozstříkne, rozteče a vypaří a přes zvenčí impozantně vypadající vysoké plameny má jen minimální účinek na chráněný cíl (udává se, že je asi 15× menší, než účinek skutečně účelně koncipované zápalné láhve). Benzín sám nezanechává příliš spalin, takže nevyřadí z akce průzory a čidla. Navíc takto koncipovaná zápalná láhev není příliš bezpečná.

- Láhev naplněná směsí koncentrované kyseliny sírové a benzínu (v poměru 1:1). Pevně uzavřená láhev se obalí hadrem a hadr se nechá nasáknout směsí chlorečnanu sodného (nebo draselného) s cukrem (nasycený vodný roztok) a nechá uschnout. Tato procedura se může opakovat i několikrát. Po zaschnutí se z láhve stává zápalný granát, po rozbití sklenice se směsi smíchají a samy zapálí.
- Do kapaliny se přidávají látky, které mají za cíl oslepení napadeného vozidla, včetně jeho čidel, jako je asfalt, strouhané mýdlo, rozpuštěný polystyren a podobně.

### Nádoba
Měla by mít tvar vhodný k vrhání a měla by být dostatečně křehká, aby se při dopadu na cíl snadno rozbila. Pokud se předpokládá dopad na měkký podklad, přidává se k ní tvrdý hranatý předmět (kameny), aby při dopadu jeho hrana opřená o láhev zajistila bezpečné rozbití.

### Hořlavina
Vhodný je ztužený benzín, který se tolik neroztéká, neodpařuje a ulpívá na povrchu, což koncentruje žár do jednoho místa. Používal se například benzin smíchaný s motorovým olejem, nebo se benzin ztužuje rozpouštěním mýdla či plastu (polystyren), až vznikne kapalina viskozitou připomínající med. Vhodná je i nafta, případně s parafínem (ze svíček).
Pozn.: občas uváděný napalm je směs kyseliny palmité a nafty, často dotovaná samozápalnými ingrediencemi.

### Zápalný prostředek
Nejjednodušší je kus látky zastrkaný do hrdla lahve. Může být také namočen do benzinu, aby lépe hořel. Lze místo toho použít i různé samozápalné směsi (viz výše).

## Galerie

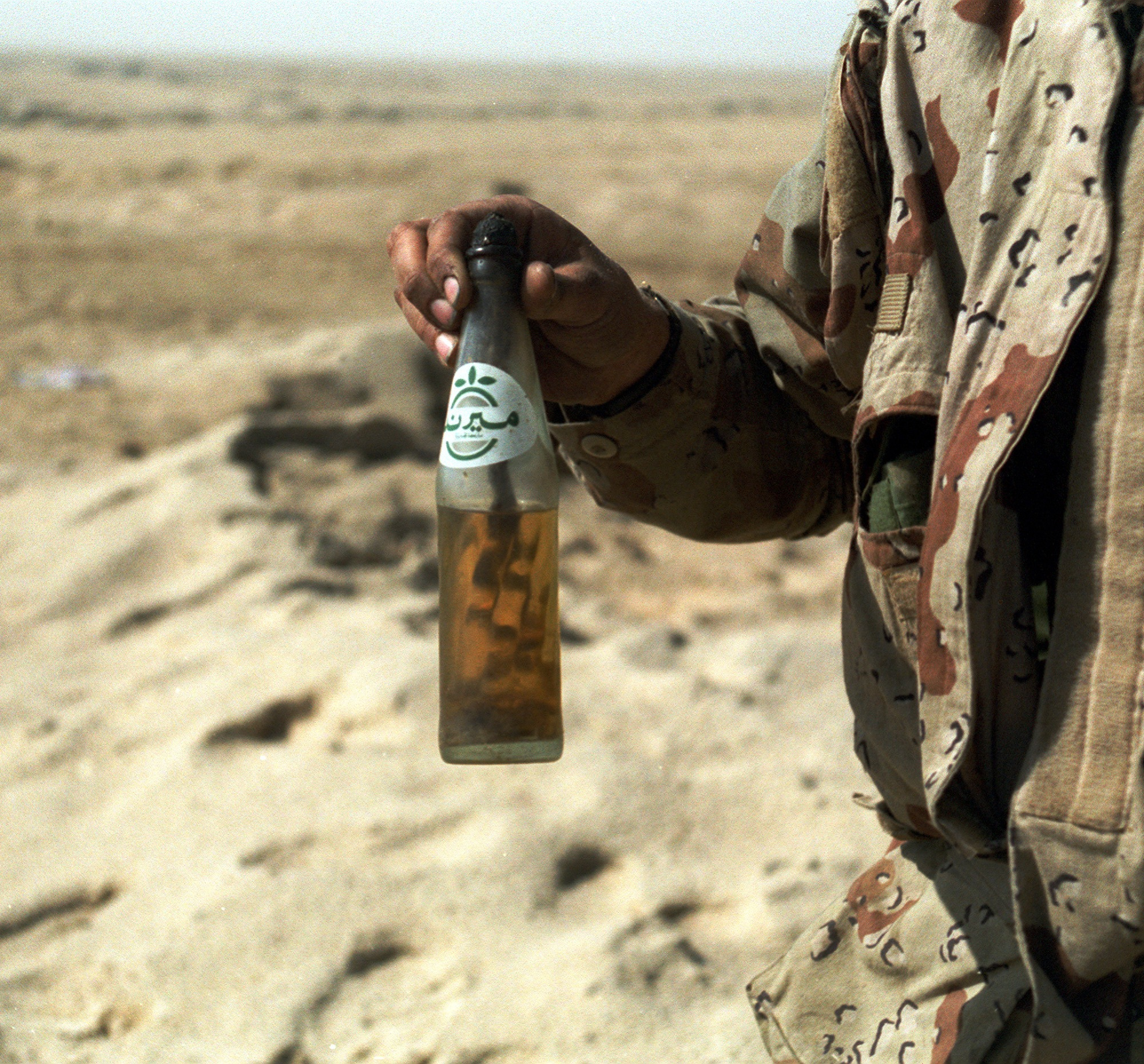
Člen demoličního týmu z Task Force Alpha, 2nd Marine Division, ukazuje zápalnou láhev, která selhala během války v Zálivu
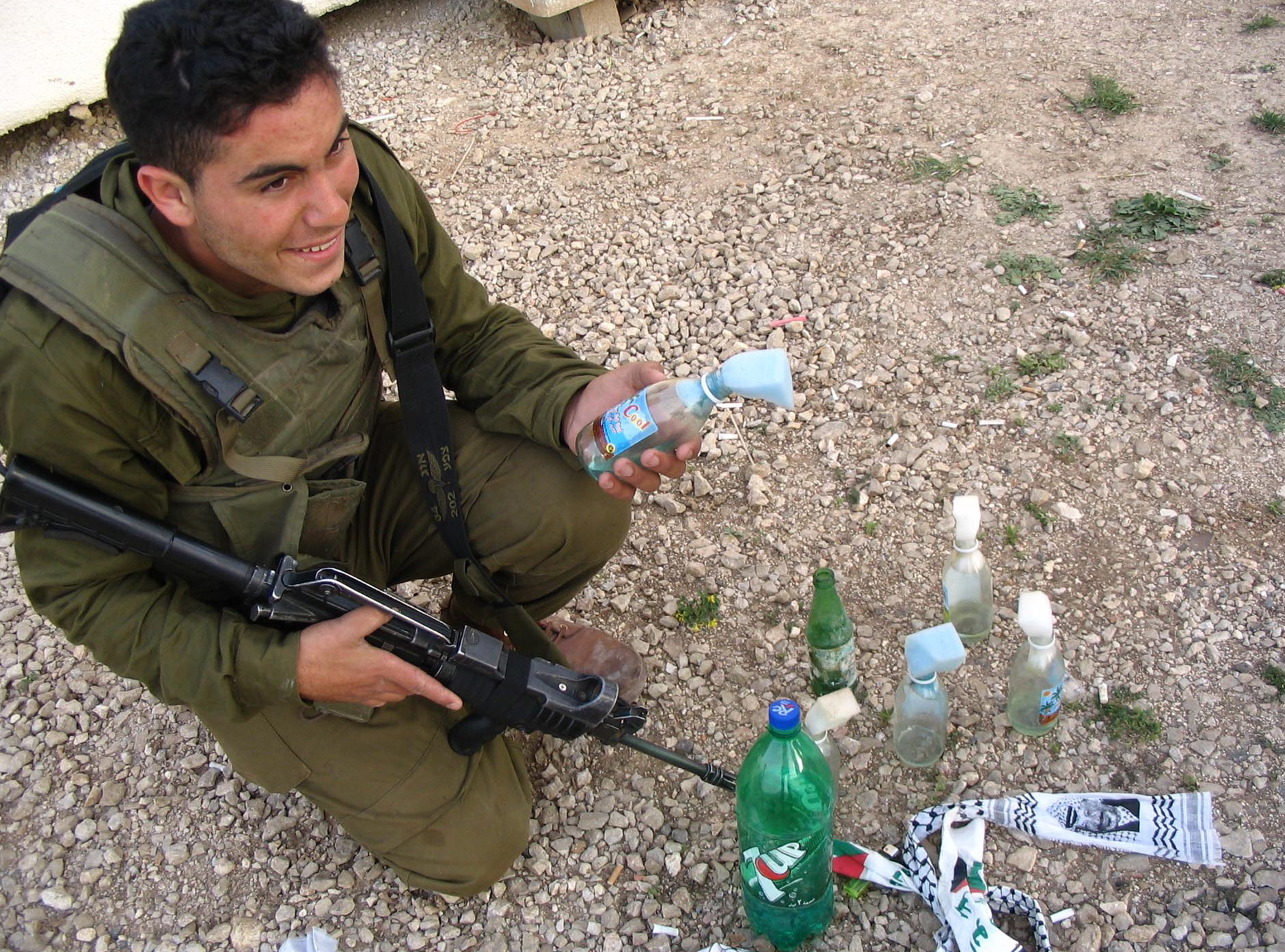
Izraelský voják s materiály na výrobu lahví, které byly nalezeny u dvou palestinských mladíků u checkpointu Huwara
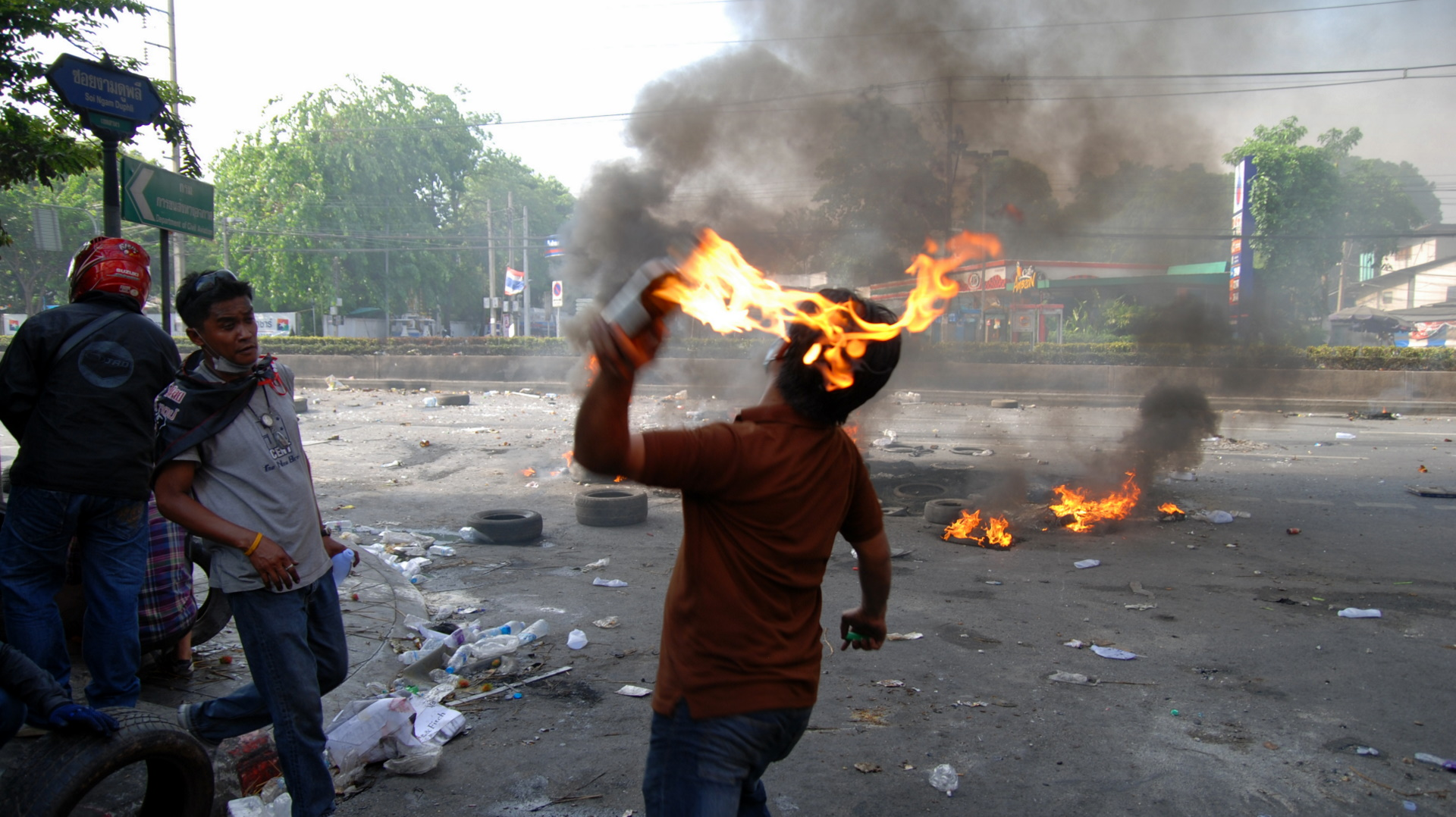
Molotovovy koktejly používané demonstranty v Thajsku v květnu 2010
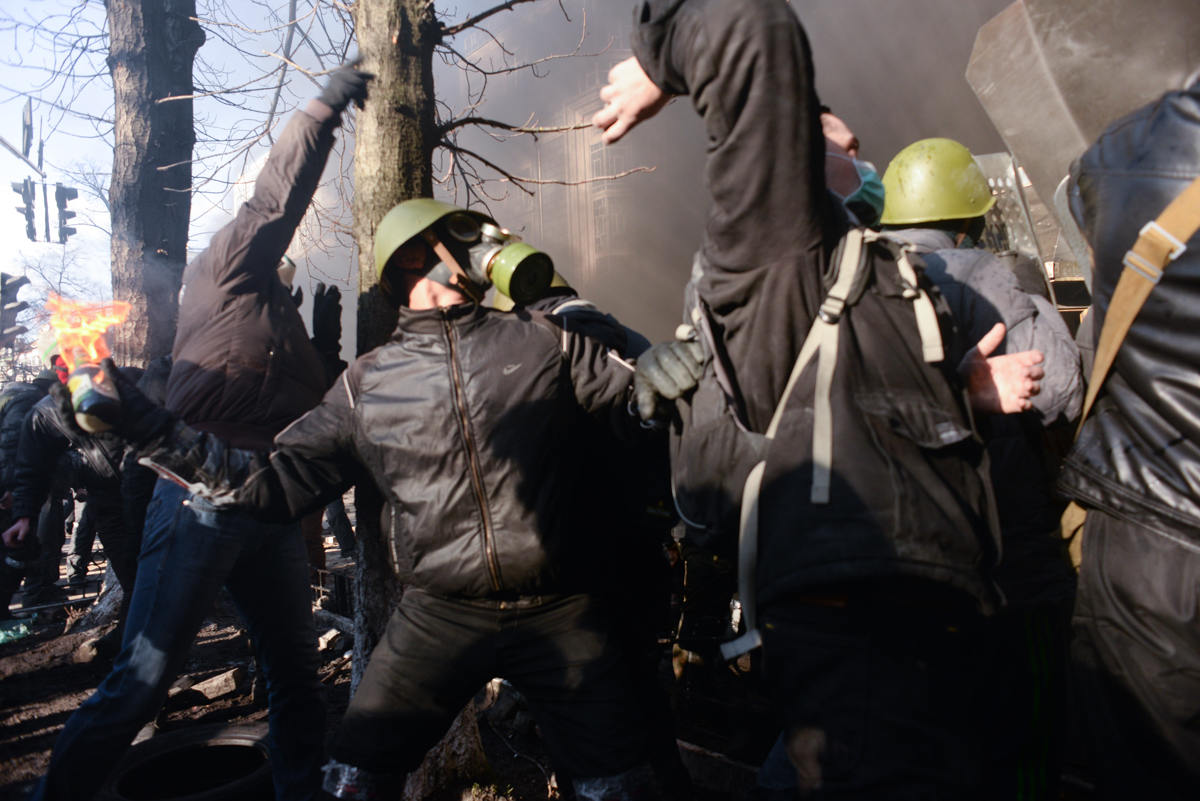
Molotovovy koktejly používané demonstranty v Kyjevě 18. února 2014
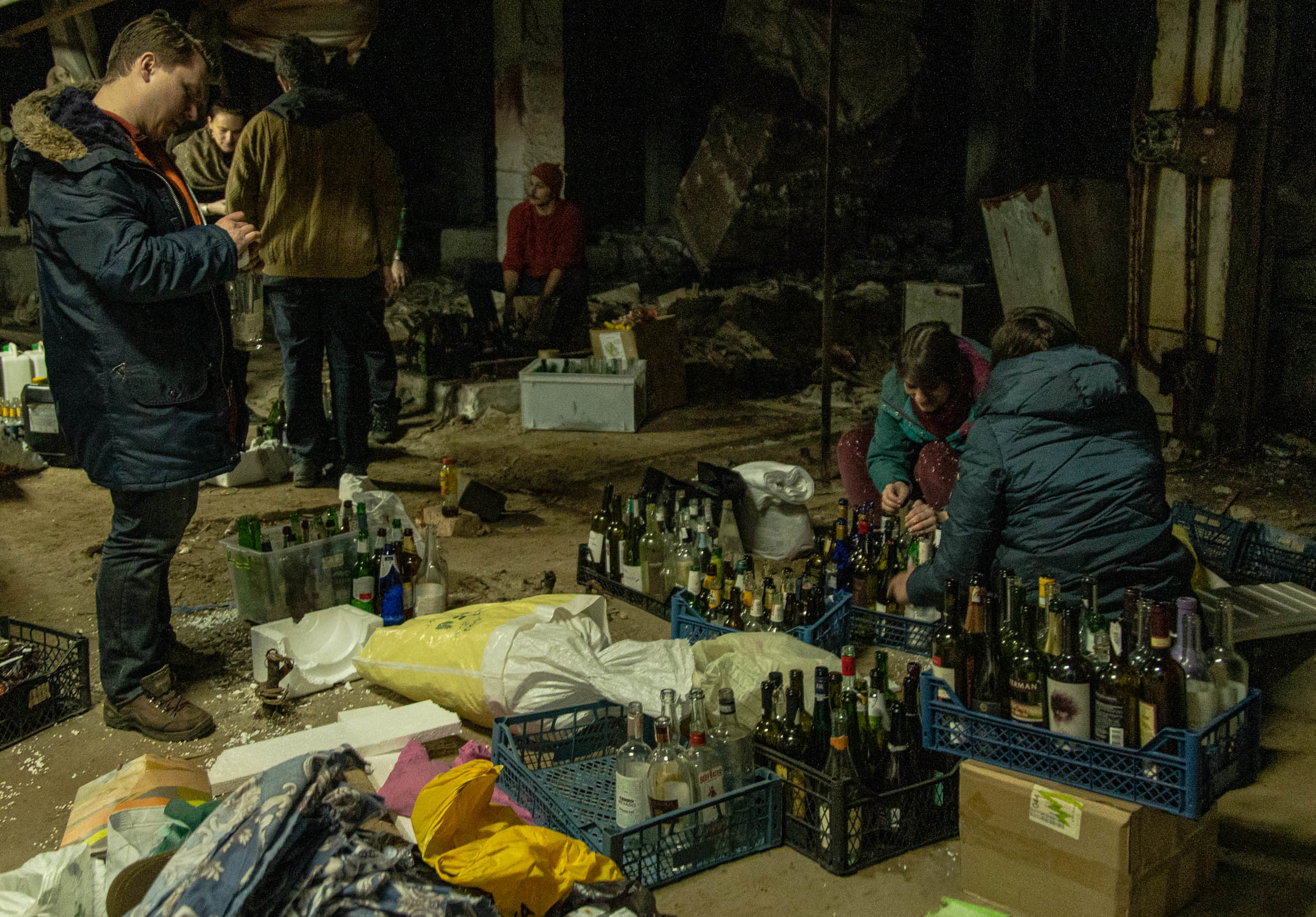
Civilisté v Kyjevě připravují Molotovy během ruské invaze na Ukrajinu v roce 2022